# 城市當代舞蹈團
城市當代舞蹈團（英語：City Contemporary Dance Company，簡稱 CCDC）於1979年成立，首個作品為於香港藝術中心上演的《尺足》，觀眾只有50人。被譽為「當代香港的藝術靈魂」，與香港芭蕾舞團及香港舞蹈團合為香港三大舞團，被譽為「香港最好的文化大使」。舞團現為香港特別行政區政府資助之九大藝團之一，每年觀眾及學員達十萬人次。
城市當代舞蹈團的創作主力包括藝術總監伍宇烈、黎海寧，桑吉加、邢亮、梅卓燕等，亦經常與香港及國際的編舞家及其他範疇的藝術家合作。同時設有CCDC舞蹈中心提供舞蹈課程及外展節目，並支援香港的舞蹈發展。

## 歷史

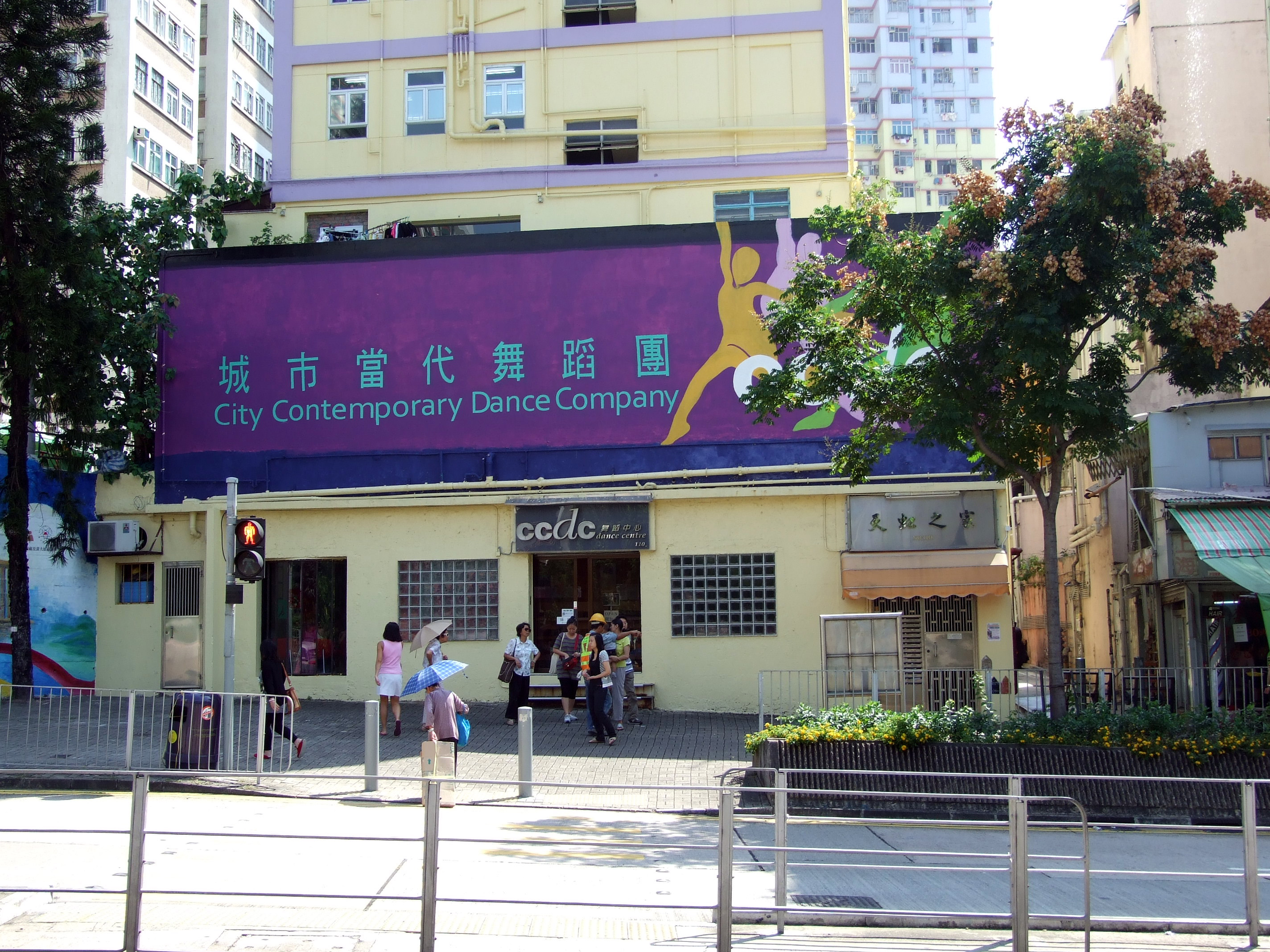
城市當代舞蹈團黃大仙團址

城市當代舞蹈團於1979年9月由曹誠淵成立，會址起初設於物業的天台，到1987年遷至大廈底層。會址的構思最初包括把「城市劇場」、「城市藝廊」及咖啡室等集於一身。

## 跳格國際舞蹈影像節
「跳格國際舞蹈影像節」於2004年由城市當代舞蹈團主辦，現已成為亞洲規模最大、水平最高的舞蹈影像盛會，並積極在中國及亞洲地區建立一個交流平台，透過委約製作、比賽、工作坊、影展及座談，促進導演及舞蹈家之間的合作。跳格以香港為基地，2009年起巡迴至世界各地，逐漸成為極具規模的地區性舞蹈影像展。

## CCDC舞蹈中心
CCDC舞蹈中心是香港城市當代舞蹈團教育及外展部的延伸，於2004年成立，業務範圍為舞蹈教育、外展計劃、社區表演及藝術推廣工作。中心重新裝修舞團位於黃大仙，由舞團藝術總監曹誠淵借出之四層大廈團址，並把其中一個排練室改建成賽馬會舞蹈小劇場，創造一個討論、分享及資訊交流的環境。
CCDC舞蹈中心於2005年獲香港舞蹈聯盟頒發「香港舞蹈年獎」，以表揚該中心對香港舞蹈教育、推廣和支持的工作。2010年以「青年舞蹈雙城－香港·廣州」計劃再獲「香港舞蹈年獎」，以表揚該中心對珠三角地區之文化交流及社區青年舞蹈工作 之貢獻。2012年獲香港藝術發展局藝術發展獎之藝術教育獎；2013年再獲其藝術贊助獎。
CCDC舞蹈中心的舞蹈課程包括中國舞、芭蕾舞、現代舞、踢躂舞、瑜珈、爵士舞以至身體鍛鍊；而外展計劃及社區表演負責推廣及拓展觀眾網絡；夥伴計劃則支持獨立藝人及舞蹈界新一代從事創作，提供創作空間及行政與技術專業支援，亦為舞蹈愛好者策劃不同類別的舞蹈活動及演出。
由於在黃大仙沙田坳道團址的大廈需要重建，舞蹈團已於2021年4月進駐大埔藝術中心。

## 作品
以下為部分城市當代舞蹈團的作品：
- 《365種係定唔係東方主義》(2004) 編舞：曹誠淵、桑吉加、邢亮
- 《銀雨》(2004) 編舞：曹誠淵、黎海寧、梅卓燕、潘少輝、邢亮及伍宇烈
- 《畸人說夢》(2004) 編舞：黎海寧
- 《證言》（國內繹名：《肖斯塔科维奇密碼》）(2006) 編舞：黎海寧
- 《女書》(2007) 編舞：黎海寧